# Championnat du monde de football non officiel
Le championnat du monde de football non officiel (en anglais : Unofficial Football World Championships ou UFWC) est un mode de calcul particulier déterminant un champion du monde de football en titre officieux, parmi les équipes nationales de football affiliées à la FIFA.
Le tenant du titre est la Suède depuis sa victoire 4 - 3 sur l'Algérie le 10 juin 2025.

## Présentation
Le mode de calcul utilise un système similaire à celui pratiqué en boxe, opposant ainsi un champion défendant son titre contre un challenger.
Pour devenir champion en titre, il faut donc non seulement battre le champion en titre, mais également avoir été retenu comme équipe challenger par les instances de l'UFWC.

### Origines
L'idée est née dans l'esprit de supporters écossais qui, à la suite de la victoire 3 à 2 de l'Écosse sur le champion du monde en titre, l'Angleterre — à Wembley, le 15 avril 1967, dans le cadre du British Home Championship — ont alors considéré que l'équipe d'Écosse devenait « championne du monde de football non officiel »,,.
En 2003, le journaliste indépendant Paul Brown a défini les règles de l'UFWC. Il a reconstitué, a posteriori, une «histoire» du trophée, depuis les tout premiers matches opposant deux nations de la FIFA, c'est-à-dire les années 1872-1873, où seuls l’Angleterre et l’Écosse doyennes des équipes nationales de football étaient déjà fondées, avec en particulier le second match et la première victoire retenue ayant vu s'opposer l’Angleterre à l’Écosse, le 8 mars 1873 (score final : 4-2). IL a écrit un article dans le magazine de football FourFourTwo. Et en 2011, il a écrit un livre sur le sujet,. Il a également créé le site web du championnat.

### Règles
L'UFWC, non reconnu par la FIFA, est joué pour le plaisir, mais il y a trois règles simples utilisées pour déterminer qui sera champion du monde de football non officiel :
- 1. Un match de titre est un match international 'A' impliquant le détenteur actuel du titre.

Selon la FIFA, «un match international «A» est un match qui a été organisé entre deux associations nationales affiliées à la Fédération et pour lequel les deux associations alignent leur première équipe représentative nationale, cela inclut les matchs amicaux.
- 2. Le gagnant d'un tel match de titre est déclaré champion du monde de football non officiel.

Les prolongations et les tirs au but utilisés pour décider du résultat des matches individuels comptent. Pour les rencontres sur deux matchs, les résultats des matchs individuels comptent, pas les résultats agrégés. Les prolongations et les tirs au but utilisés pour décider du résultat des rencontres aller-retour ne comptent pas.
- 3. Les équipes se voient attribuer un point de classement pour avoir remporté un match de championnat UFWC, soit en tant que titulaire, soit en tant que challenger. Aucun point n'est accordé lorsqu'un match de titre se conclut par une égalité.

Si deux équipes ou plus ont des points de classement égaux, elles partagent ce rang et sont répertoriées par ordre alphabétique dans le tableau de classement. Lorsque les équipes ont historiquement joué sous des noms différents et sont reconnues comme telles par la FIFA, les points de classement sont combinés.

## Palmarès

### Palmarès par équipe
| Rang | Équipe                 | Titres | Matchs joués | Matchs gagnés | Dernier titre     |
| ---- | ---------------------- | ------ | ------------ | ------------- | ----------------- |
| 1    | Écosse                 | 20     | 149          | 86            | 28 mars 2007      |
| 2    | Angleterre             | 22     | 146          | 73            | 20 juin 2000      |
| 3    | Argentine              | 17     | 115          | 71            | 16 novembre 2023  |
| 4    | Pays-Bas               | 12     | 96           | 58            | 7 septembre 2020  |
| 5    | Italie                 | 10     | 79           | 45            | 6 octobre 2021    |
| 6    | Russie                 | 6      | 64           | 41            | 23 février 2000   |
| 7    | Brésil                 | 8      | 72           | 38            | 17 juin 2015      |
| 8    | France                 | 8      | 66           | 33            | 3 juin 2022       |
| 9    | Allemagne              | 11     | 69           | 31            | 6 septembre 2019  |
| 10   | Suède T                | 9      | 47           | 29            | Tenant            |
| 11   | Uruguay                | 10     | 68           | 28            | 26 mars 2024      |
| 12   | Chili                  | 8      | 49           | 21            | 24 mars 2017      |
| 13   | Espagne                | 6      | 33           | 18            | 10 octobre 2021   |
| 14   | Hongrie                | 7      | 47           | 17            | 10 septembre 2008 |
| 15   | Tchéquie               | 5      | 37           | 15            | 31 mars 2004      |
| 16   | Pérou                  | 5      | 43           | 14            | 16 juin 2018      |
| 17   | Autriche               | 2      | 37           | 12            | 16 juin 1968      |
| 17   | Pays de Galles         | 8      | 69           | 12            | 14 septembre 1988 |
| 19   | Grèce                  | 2      | 24           | 11            | 24 mai 2008       |
| 19   | Japon                  | 1      | 24           | 11            | 15 novembre 2011  |
| 19   | Croatie                | 2      | 21           | 11            | 13 décembre 2022  |
| 22   | Corée du Nord          | 1      | 16           | 10            | 23 janvier 2013   |
| 22   | Suisse                 | 7      | 33           | 10            | 26 juin 1994      |
| 24   | Colombie               | 4      | 32           | 9             | 26 juin 2015      |
| 25   | Bolivie                | 4      | 20           | 8             | 31 août 2017      |
| 25   | Costa Rica             | 2      | 13           | 8             | 5 juillet 2014    |
| 25   | Roumanie               | 4      | 25           | 8             | 23 mai 2006       |
| 25   | Paraguay               | 3      | 32           | 8             | 7 septembre 2016  |
| 29   | Angola                 | 1      | 10           | 7             | 27 mars 2005      |
| 29   | Zimbabwe               | 1      | 11           | 7             | 8 octobre 2005    |
| 31   | Bulgarie               | 3      | 20           | 6             | 4 septembre 1985  |
| 31   | Danemark               | 4      | 23           | 6             | 10 juin 2022      |
| 33   | Belgique               | 4      | 20           | 5             | 17 janvier 1990   |
| 33   | Irlande du Nord        | 3      | 63           | 5             | 14 octobre 1933   |
| 33   | Serbie                 | 3      | 18           | 5             | 31 mai 1995       |
| 33   | Côte d'Ivoire          | 1      | 9            | 5             | 15 octobre 2024   |
| 33   | Algérie                | 1      | 10           | 5             | 10 juin 2025      |
| 38   | Nigeria                | 2      | 7            | 4             | 16 novembre 2005  |
| 38   | Pologne                | 2      | 21           | 4             | 7 mai 1989        |
| 40   | Mexique                | 2      | 18           | 3             | 19 juin 2016      |
| 40   | République d'Irlande   | 2      | 9            | 3             | 29 mai 2004       |
| 42   | Équateur               | 1      | 15           | 2             | 22 août 1965      |
| 42   | Géorgie                | 1      | 4            | 2             | 24 mars 2007      |
| 42   | Portugal               | 2      | 22           | 2             | 4 juin 1992       |
| 42   | États-Unis             | 2      | 7            | 2             | 14 juin 1992      |
| 42   | Liberia                | 1      | 4            | 2             | 17 novembre 2024  |
| 47   | Australie              | 1      | 7            | 1             | 18 juin 1992      |
| 47   | Israël                 | 1      | 7            | 1             | 26 avril 2000     |
| 47   | Antilles néerlandaises | 1      | 3            | 1             | 28 mars 1963      |
| 47   | Corée du Sud           | 1      | 6            | 1             | 4 février 1995    |
| 47   | Turquie                | 1      | 7            | 1             | 17 octobre 2007   |
| 47   | Venezuela              | 1      | 6            | 1             | 18 octobre 2006   |
| 47   | Sierra Leone           | 1      | 4            | 1             | 27 octobre 2024   |

### Meilleurs buteurs
| Buts | Joueurs           | Équipe     | Période   |
| 29   | Gunnar Nordahl    | Suède      | 1942-1947 |
| 20   | Hughie Gallacher  | Écosse     | 1925-1935 |
| 20   | Steve Bloomer     | Angleterre | 1895-1907 |
| 18   | Gabriel Batistuta | Argentine  | 1992-1998 |
| 16   | Gunnar Gren       | Suède      | 1942-1958 |
| 15   | Anton Schall      | Autriche   | 1931-1932 |
| 15   | Pelé              | Brésil     | 1957-1962 |
| 15   | Michel Platini    | France     | 1976-1985 |
| 13   | Matthias Sindelar | Autriche   | 1931-1932 |
| 13   | Oliver Bierhoff   | Allemagne  | 1996-2001 |
| 13   | Edinson Cavani    | Uruguay    | 2010-2016 |

## Champions incontestés UFWC et FIFA
Les matchs d'unification ne se limitent pas aux finales de la Coupe du monde, et le titre incontesté a été remporté au tournoi et à 18 reprises. L'Italie a été la première équipe à réaliser l'exploit, en 1939, grâce à une victoire amicale 2-1 contre la Yougoslavie. Plus récemment, l'Espagne, l'Allemagne, la France et l'Argentine sont devenues championnes incontestées en remportant les finales des coupes du monde 2010, 2014, 2018 et 2022. Huit nations différentes ont détenu à la fois le titre de champion du monde de football non officiel et la coupe du monde en même temps, pouvant ainsi prétendre être les champions incontestés du football.
- Italie : 1939, 1982, 2007
- Uruguay : 1954
- Allemagne : 1958[8], 1974[8], 2014
- Brésil : 1958, 1998, 1998[9]
- Angleterre : 1966
- Argentine : 1978, 1986, 2022
- France : 1998, 2000, 2018, 2021
- Espagne : 2010